# Теш (Вале)
Теш (нім. Täsch) — громада  в Швейцарії в кантоні Вале, округ Фісп.

## Географія
Громада розташована на відстані близько 105 км на південь від Берна, 37 км на південний схід від Сьйона.
Теш має площу 58,7 км², з яких на 1,1% дозволяється будівництво (житлове та будівництво доріг), 10,6% використовуються в сільськогосподарських цілях, 10,3% зайнято лісами, 78% не є продуктивними (річки, льодовики або гори).

## Демографія
2019 року в громаді мешкало 1314 осіб (+16,7% порівняно з 2010 роком), іноземців було 56,7%. Густота населення становила 22 осіб/км².
За віковим діапазоном населення розподілялося таким чином: 21,4% — особи молодші 20 років, 68,2% — особи у віці 20—64 років, 10,4% — особи у віці 65 років та старші. Було 563 помешкань (у середньому 2,3 особи в помешканні).
Із загальної кількості 255 працюючих 14 було зайнятих в первинному секторі, 20 — в обробній промисловості, 221 — в галузі послуг.